# Paul Ewald Hasse
Paul Ewald Hasse, född 7 juni 1847 i Lübeck, död där 30 april 1907, var en tysk historiker och arkivarie.
Hasse blev 1872 statsarkivarie i Kiel och 1880 extra ordinarie professor i historia vid Kiels universitet samt var från 1892 till sin död statsarkivarie i Lübeck. 
Under sin verksamhetstid i Kiel redigerade han "Zeitschrift der Gesellschaft für Schleswig-Holstein-Lauenburgische Geschichte" och utgav tre band "Schleswig-Holstein-Lauenburgische Regesten und Urkunden". I Lübeck redigerade han de historiska publikationer, som utgavs av "Verein für Lübeckische Geschichte", samt utgav två band av "Lübeckisches Urkundenbuch". 
Bland Hasses många smärre meddelanden och uppsatser berör åtskilliga även Sveriges historia, så till exempel Die Seerüstungen Lübecks im Kriege gegen Schweden 1569–1570 (i "Mittheilungen des Vereins für Lübeckische Geschichte", 1903–04).